# MIL
United States Military Standard, MIL-STD, MIL-SPEC (Система стандартов министерства обороны США) — стандарты, разрабатываемые в интересах Министерства обороны США. Эти стандарты применяются не только в военных, но и в гражданских отраслях.

## Типы документов
Определения даны согласно 4120.24-M  (недоступная ссылка)Defense Standardization Program (DSP) Policies and Procedures, March 2000, OUSD (Acquisition, Technology and Logistics):
| Обозначение | Тип                                             | Определение |
| ----------- | ----------------------------------------------- | --- |
| MIL-HDBK    | Defense Handbook (Оборонный справочник)         | Документ содержит процедурную, техническую и конструкторскую информацию об оборудовании (технике), процессах, практиках и методах, на которые существуют стандарты МО США. Содержание и формат документа регламентируются MIL-STD-810 и MIL-STD-962. |
| MIL-SPEC    | Defense Specification (Оборонная спецификация)  | Документ содержит основные технические требования к закупаемому оборудованию (технике), как чисто военного назначения, так и гражданского, разработанного с учетом требований МО США. Содержание и формат документа регламентируются MIL-STD-810 и MIL-STD-962. |
| MIL-STD     | Defense Standard (Оборонный стандарт)           | Документ содержит основные единые инженерные и технические требования к процессам, процедурам, практикам и методам, как чисто военного назначения, так и гражданского, разработанного с учетом требований МО США. Существует пять типов стандартов MIL-STD: стандарты на интерфейсы, стандарты на критерии проектных решений, на стандарты производственные процессы, стандартные практики и стандарты на методы контроля и тестирования. Содержание и формат документа регламентируются MIL-STD-810 и MIL-STD-962. |
| MIL-PRF     | Performance Specification (Технические условия) | Документ содержит требования с точки зрения необходимых результатов, но без указания методов достижения требуемых результатов. Технические условия, устанавливают функциональные требования для изделия, среду, в которой оно должно работать, интерфейсы и характеристики взаимозаменяемости. |
| MIL-DTL     | Detail Specification (Ведомость материалов)     | |

## Неполный список документов системы стандартизации министерства обороны США
Полный список стандартов поддерживался в качестве Индекса спецификаций и стандартов Министерства обороны вплоть до 1993 года
- Справочник по каталогизации H2, определения для Номер запаса НАТО Федеральные группы снабжения и федеральные классы снабжения
- Справочник по каталогизации H4, справочник, содержащий подробные сведения о коде поставщика
- Справочник по каталогизации H6, Справочник наименований товаров для системы кодификации НАТО
- Справочник по каталогизации H8, еще один справочник, содержащий подробные сведения о коде поставщика
- MIL-STD-105, процедуры отбора проб и таблицы для проверки по признакам (изъят, см. ASTM E2234)
- MIL-STD-130, "Идентификационная маркировка военного имущества США"
- MIL-STD-167, Механическая вибрация судового оборудования
- MIL-STD-188, серия, связанная с телекоммуникациями
- MIL-STD-196, спецификация Объединенной системы обозначения типа электроники (JETDS)
- MIL-STD-202, "Электронные и электрические компоненты" методы испытаний
- MIL-STD-276, стандарт для вакуумной пропитки пористых металлических отливок и порошкообразных металлических компонентов
- MIL-STD-348, "Интерфейсы радиочастотных (RF) разъемов"
- MIL-STD 461, "Требования к контролю характеристик электромагнитных помех подсистем и оборудования"
- MIL-STD-464, "Требования к электромагнитным воздействиям на окружающую среду для систем"
- MIL-STD-498, о разработке программного обеспечения и документации
- MIL-STD-499, по инженерному менеджменту (системная инженерия)
- MIL-STD-704, "Характеристики электрической мощности самолета"
- MIL-STD-709, стандарт критериев проектирования для цветовой кодировки боеприпасов
- MIL-STD-806, "Графические символы для логических диаграмм", первоначально стандарт ВВС США
- MIL-STD-810, методы испытаний для определения воздействия окружающей среды на оборудование
- MIL-STD-882, стандартная практика безопасности системы
- MIL-STD-883, стандарт метода испытаний микросхем
- MIL-STD-1168, система классификации для производства боеприпасов, которая заменила систему идентификационных кодов боеприпасов (AIC), использовавшуюся во время Второй мировой войны.
- MIL-STD-1234, отбор проб, проверка и тестирование пиротехники
- MIL-STD-1246, уровни загрязнения частиц и молекул для космического оборудования (был заменен на IEST-STD-CC1246D).
- MIL-STD-1376, руководство для гидроакустических преобразователей, в частности, пьезоэлектрической керамики;
- MIL-STD-1388-1A, анализ материально-технического обеспечения (LSA) (отменен и s / s MIL-HDBK-502, логистика закупок)
- MIL-STD-1388-2B, требования Министерства обороны к отчету об анализе материально-технического обеспечения (отменен и подтвержден MIL-PRF-49506, информация об управлении материально-техническим обеспечением)
- MIL-STD-1394, он касается качества изготовления головных уборов и часто путается с IEEE 1394.
- MIL-STD-1397, Интерфейсы ввода / вывода, стандартные цифровые данные, системы военно-морского флота
- MIL-STD-1472, Инженерия человека
- MIL-STD-1474, стандарт измерения звука для стрелкового оружия
- MIL-STD-1464A, армейская номенклатурная система, используемая для обозначения оружия и других материальных средств, таких как винтовка M16
- MIL-STD-1553, цифровая коммуникационная шина
- MIL-STD-1589, "ВЕСЕЛЫЙ язык программирования"
- MIL-STD-1661, военно-морской стандарт для обозначения /обозначения
- MIL-STD-1750, архитектура набора команд (ISA) для бортовых компьютеров
- MIL-STD-1760, интерфейс интеллектуального оружия, производный от MIL-STD-1553
- MIL-STD-1815, "Язык программирования Ada"
- MIL-STD-1913, планка Пикатинни, кронштейн для крепления огнестрельного оружия
- MIL-STD-2045, уровень приложений для передачи данных без установления соединения
- MIL-STD-2196, относится к оптоволоконной связи
- MIL-STD-2361, относится к цифровой разработке, приобретению и доставке публикаций об административных, учебных и доктринальных вопросах армии, а также о техническом оборудовании в SGML.
- [31] ((URL-адрес неправильно связан с APP6, стандартом НАТО, и его необходимо заменить.))
- MIL-STD-3011, Протокол о применении совместного расширения дальности (JREAP)
- MIL-STD-6011, тактический стандарт передачи данных (TDL) 11/11B (Link-11)
- MIL-STD-6013, армейский тактический канал передачи данных-1 (ATDL-1)
- MIL-STD-6016, тактический стандарт передачи данных (TDL) 16 сообщений (Link-16)
- MIL-STD-6017, переменный формат сообщений (VMF)
- MIL-STD-6040, текстовый формат сообщения США (USMTF)
- MIL-HDBK-310, ГЛОБАЛЬНЫЕ КЛИМАТИЧЕСКИЕ ДАННЫЕ ДЛЯ РАЗРАБОТКИ ВОЕННОЙ ПРОДУКЦИИ
- MIL-HDBK-881, Рабочие структуры для элементов военной техники (WBS)
- MIL-I-17563C, демонстрирует, что герметик для вакуумной пропитки совместим с применением и что герметик не разрушится и не выйдет из строя в течение срока службы детали.
- MIL-PRF-38534, общая спецификация для гибридных микросхем.
- MIL-PRF-38535, общая спецификация для производства интегральных схем (микросхем).
- MIL-PRF-46374, Наручные часы: общего назначения.
- MIL-S-901, ударные испытания судового оборудования.
- MIL-E-7016F, относится к анализу нагрузок переменного и постоянного тока на самолете.
- MIL-S-82258, на резиновых ластах для плавания. "Требования к плавательным ластам из резиновой резины для ношения военнослужащими в плавательных целях и общего назначения"